# Canton de Brénod
Le canton de Brénod est une ancienne division administrative française située dans le département de l'Ain en région Auvergne-Rhône-Alpes.

## Géographie
Ce canton était organisé autour de Brénod dans l'arrondissement de Nantua. Son altitude variait de 518 m pour Condamine à 1 338 m pour Hotonnes, avec une moyenne de 729 m.

## Histoire

Localisation du canton dans l'Ain avant 2015.

Par le décret du 13 février 2014, le canton est supprimé à compter des élections départementales de mars 2015, en application de la loi du 17 mai 2013 prévoyant le redécoupage des cantons français.

## Composition
Le canton de Brénod regroupait douze communes et comptait 3 576 habitants (recensement de 2006 population municipale).
| Nom                 | Code Insee | Intercommunalité            | Population (dernière pop. légale) |
| ------------------- | ---------- | --------------------------- | --------------------------------- |
| Brénod (chef-lieu)  | 01060      | CA Haut-Bugey Agglomération | 549 (2014)                        |
| Champdor            | 01080      | CC du Plateau d'Hauteville  | 455 (2015)                        |
| Chevillard          | 01101      | CA Haut-Bugey Agglomération | 157 (2014)                        |
| Condamine           | 01112      | CA Haut-Bugey Agglomération | 416 (2014)                        |
| Corcelles           | 01119      | CC du Plateau d'Hauteville  | 208 (2015)                        |
| Le Grand-Abergement | 01176      | CC du Valromey              | 134 (2015)                        |
| Hotonnes            | 01187      | CC du Valromey              | 298 (2015)                        |
| Izenave             | 01191      | CA Haut-Bugey Agglomération | 173 (2014)                        |
| Lantenay            | 01206      | CA Haut-Bugey Agglomération | 262 (2014)                        |
| Outriaz             | 01282      | CA Haut-Bugey Agglomération | 258 (2014)                        |
| Le Petit-Abergement | 01292      | CC du Valromey              | 133 (2015)                        |
| Vieu-d'Izenave      | 01441      | CA Haut-Bugey Agglomération | 683 (2014)                        |

## Représentation

### Conseillers généraux de 1833 à 2015
| Période | Période                   | Identité                                                | Étiquette   | Qualité                                                                            |
| ------- | ------------------------- | ------------------------------------------------------- | ----------- | ---------------------------------------------------------------------------------- |
| 1833    | 1852                      | Jean-Pierre Camille Simonnet                            |             | Avoué, ancien maire de Nantua                                                      |
| 1852    | 1871                      | Jacques-Henri Maissiat                                  |             | Professeur - Conservateur des cabinets à la Faculté de Médecine de Paris           |
| 1871    | 1878 (décès)              | Philibert Reydellet                                     |             | Notaire au Grand-Abergement                                                        |
| 1878    | 1886                      | Pierre Massonnet (1821-1900)                            | Républicain | Maire de Champdor, conseiller d'arrondissement                                     |
| 1886    | 1898 (décès)              | Alfred Carrier                                          | Républicain | Maire de Sutrieu                                                                   |
| 1898    | 1904                      | Antonin Ulliet                                          | Rad.        | Notaire au Grand-Abergement                                                        |
| 1904    | 1919                      | Marius Julliard                                         | Républicain | Négociant, expert-géomètre - Maire de Brénod                                       |
| 1919    | 1932                      | Camille Mermod                                          | FR          | Industriel Député (1919-1924 et 1934-1936)                                         |
| 1932    | 1941 (démission d'office) | Marcien Julliard (1896-1960), père de Jacques Julliard) | Rad.        | Négociant en vins Adjoint au maire de Brénod Révoqué par le Gouvernement de Vichy  |
|         |                           |                                                         |             |                                                                                    |
| 1942    | 1945                      | Camille-Joseph Niogret (1890-1974)                      |             | Négociant en bois Maire du Petit-Abergement Nommé conseiller départemental en 1942 |
|         |                           |                                                         |             |                                                                                    |
| 1945    | 1958                      | Marcien Julliard                                        | Rad.        | Négociant Maire de Brénod (1945-1948 et 1951-1959)                                 |
| 1958    | 1980 (démission)          | Michel Carrier                                          | DVD puis RI | Exploitant agricole à Brénod Député (1969-1973 et 1976-1978)                       |
| 1980    | 1982                      | Octave Tardy                                            | MRG         | Garagiste, ancien résistant Maire de Brénod (1965-1983)                            |
| 1982    | 2001                      | Bernard Carrier                                         | UDF-PR      | Exploitant agricole Maire de Brénod (1989-1995)                                    |
| 2001    | 2015                      | Michel Rivat                                            | DVG         | Chef d'entreprise Maire de Champdor (1995-2014)                                    |

### Conseillers d'arrondissement (de 1833 à 1940)
| Période                                  | Période          | Identité                              | Étiquette   | Qualité |
| ---------------------------------------- | ---------------- | ------------------------------------- | ----------- | --- |
| 1833                                     | 1835 (décès)     | Jean Carrier (1769-1835)              |             | Juge de paix, propriétaire au Grand-Abergement                                                              |
| 1835                                     | 1845             | Philibert Marie Henri Rollet          |             | Juge de paix à Brénod                                                                                       |
| 1845                                     | 1848             | François Marie Bouillet               |             | Manufacturier à Condamine-la-Doye                                                                           |
| 1848                                     | 1855             | Jean-François Carrier (1798-1868)     |             | Huissier à Brénod                                                                                           |
| 1855                                     | 1861             | Félix Béroud                          |             | Juge de paix à Brénod                                                                                       |
| 1861                                     | 1871             | Claude Charvet                        |             | Maire d'Hotonnes, suppléant du juge de paix                                                                 |
| 1871                                     | 1878             | Pierre Massonnet                      | Républicain | Maire de Champdor                                                                                           |
| juin 1878                                | 1881 (démission) | Jean-Baptiste Sève                    | Républicain | Propriétaire, maire de Condamine-la-Doye                                                                    |
| 1881                                     | 1886             | Guy-Marie Savarin (1810-1893)         |             | Notaire à Brénod                                                                                            |
| 1886                                     | 1907             | Auguste Goyffon                       | Républicain | Adjoint au maire du Grand-Abergement                                                                        |
| 1907                                     | 1919             | Albert Carrier                        | Radical     | Maire du Petit-Abergement                                                                                   |
| 1919                                     | 1929 (décès)     | Frédéric Auguste Bobillon (1880-1929) | Radical     | Propriétaire à Champdor                                                                                     |
| 1929                                     | 1933 (décès)     | Maurice Pélisson (1886-1933)          | Radical     | Propriétaire cultivateur à Outriaz, maire de 1929 à 1933                                                    |
| 1933                                     | 1937             | Marius Bertrand                       | Radical     | Propriétaire, adjoint au maire de Vieu-d'Izenave                                                            |
| 1937                                     | 1940             | Joseph Sève                           | Radical     | Adjoint au maire de Condamine-la-Doye                                                                       |
| 1940                                     |                  |                                       |             | Les conseils d'arrondissement ont été suspendus par la loi du 12 octobre 1940 et n'ont jamais été réactivés |
| Les données manquantes sont à compléter. |                  |                                       |             | |

Source : Journal Le Courrier de l'Ain sur le site des archives départementales.

## Démographie
| 1962  | 1968  | 1975  | 1982  | 1990  | 1999  | 2006  | 2011  | 2012  |
| ----- | ----- | ----- | ----- | ----- | ----- | ----- | ----- | ----- |
| 3 208 | 2 971 | 2 661 | 2 873 | 3 105 | 3 241 | 3 576 | 3 732 | 3 746 |